# 莫斯奎托鎮區 (伊利諾伊州克里斯蒂安縣)
莫斯奎托鎮區（英語：Mosquito Township）是位於美國伊利諾伊州克里斯蒂安縣的一個行政鎮區。

## 地方資料
根據2010年美國人口普查的數據，莫斯奎托鎮區的面積為120.80平方千米，當中陸地面積為120.80平方千米，而水域面積為0.00平方千米。當地共有人口374人，而人口密度為每平方千米3.1人。